# Vittaplusia vittata
Vittaplusia vittata ist ein in Asien und Australien vorkommender Schmetterling (Nachtfalter) aus der Familie der Eulenfalter (Noctuidae). Die Art wurde 1856 als Plusia vittata beschrieben. In der Literatur ist sie auch als Ctenoplusia vittata oder Trichoplusia transfixa zu finden.

## Merkmale

### Falter
Die  Flügelspannweite beträgt 36 bis 40 Millimeter. Auf den Vorderflügeloberseiten sind graue Färbungen vorherrschend. Der für viele Goldeulen-Arten (Plusiinae) in der Diskalregion sichtbare typische Silberfleck ist bei Vittaplusia vittata zu einem schmalen cremefarbenen schrägen Strich umgestaltet, der beidseitig schwarz eingefasst ist. Die Hinterflügeloberseite ist graubraun gefärbt, im Wurzelfeld etwas aufgehellt. Am Kopf der Falter befindet sich ein dichter grauer Haarschopf. Der Körper ist pelzig behaart und mit kurzen Haarbüscheln versehen. 

### Raupe
Die Raupen sind grün gefärbt. Sie zeigen mehrere weiße und gelbe Rückenlinien, einen breiten weißen Seitenstreifen, kleine helle Punktwarzen mit kurzen, dünnen weißlichen Haaren und schwarze Stigmen.

### Ähnliche Arten
Die ähnliche Ctenoplusia albostriata kommt in Ostasien und Australien vor. Somit gibt es keine geographische Überlappung mit Vittaplusia vittata.

## Verbreitung und Vorkommen

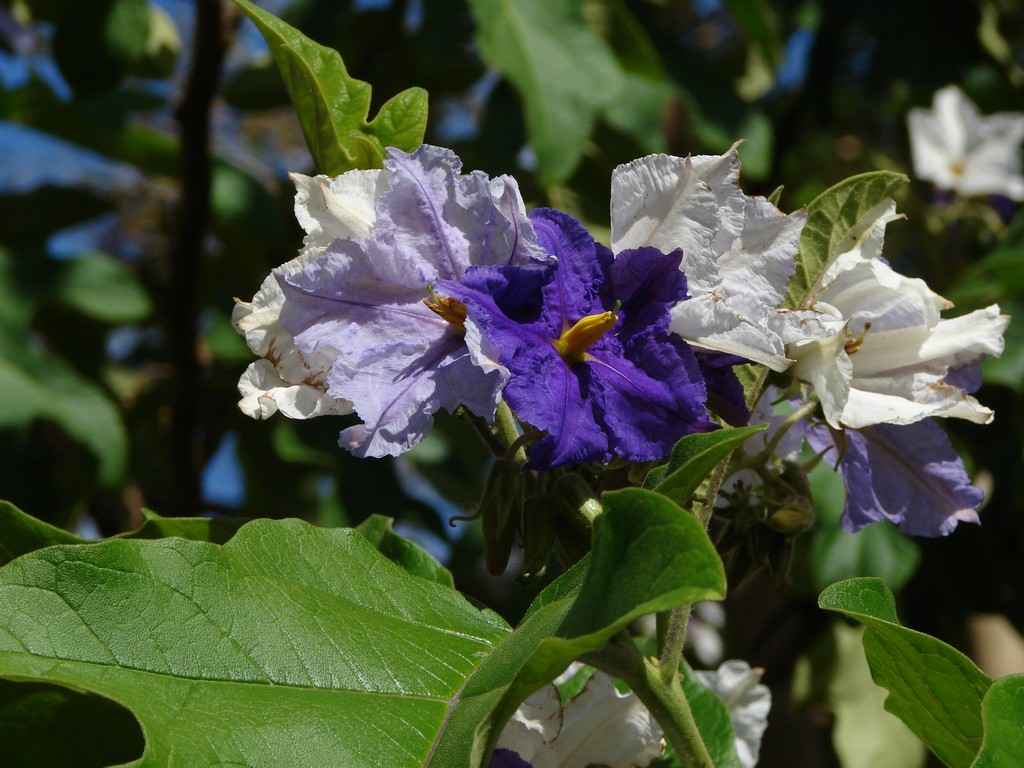
Solanum crinitum, eine Nahrungspflanze der Raupen

Vittaplusia vittata kommt in Afrika südlich der Sahara sowie im Nahen Osten verbreitet vor. Die Art ist auch auf den Inseln Madagaskar, Mauritius, Réunion, St. Helena sowie auf den Kanarischen Inseln und Zypern heimisch. Bei Nachweisen aus Großbritannien handelt es sich vermutlich um eingeschleppte Individuen. Die Art bevorzugt trockene Gegenden, beispielsweise Savannen.

## Lebensweise
Die Falter fliegen in mehreren Generationen im Jahr, schwerpunktmäßig in den Monaten Februar und Mai sowie Juli bis August. Sie sind  überwiegend nachtaktiv und fliegen sehr gerne künstliche Lichtquellen an. Bevorzugte Nahrungsquelle der Raupen sind die Blätter von Solanum crinitum (Syn.: Solanum macranthum) und Erigeron albidas. Die Falter schlüpfen bereits sieben bis zehn Tage nach der Verpuppung.